# تریسی (میزوری)
تریسی (به انگلیسی: Tracy) یک شهر در ایالات متحده آمریکا است که در شهرستان پلت، میزوری واقع شده‌است. تریسی ۱٫۰۹ کیلومتر مربع مساحت و ۲۰۸ نفر جمعیت دارد و ۲۳۸ متر بالاتر از سطح دریا واقع شده‌است.